# Robert Kotowicz
Robert Kotowicz (ur. 6 marca 1960 w Sochaczewie) – polski rzeźbiarz i medalier, projektant monet Narodowego Banku Polskiego.

## Biografia
Robert Kotowicz urodził się w Sochaczewie 6 marca 1960 roku. Ukończył Państwowe Liceum Sztuk Plastycznych im. J. Chełmońskiego w Nałęczowie, uzyskując dyplom w 1980 roku. W latach 1989–2016 zatrudniony był w Mennicy Państwowej S.A. na stanowisku plastyk–medalier. Uczył się od Stanisławy Wątróbskiej-Frindt. Od 2016 jest zatrudniony w Skarbnicy Narodowej. Od 1994 roku projektuje monety kolekcjonerskie dla Narodowego Banku Polskiego (m.in. 200 złotych 1995 Fryderyk Chopin, 20 złotych 1995 Mikołaj Kopernik 100 złotych 1999 Papież pielgrzym) i emitentów zagranicznych. Jest członkiem Polskiego Stowarzyszenia Sztuki Medalierskiej. Wielokrotnie nagradzany na festiwalach i konkursach branżowych w kraju i zagranicą. 